# Hofstadterův izotop
Hofstadterův izotop je dvacátý díl druhé řady amerického televizního seriálu Teorie velkého třesku. V této epizodě hostují Kevin Sussman, Ian Scott Rudolph a Lori Anne Shields. Režisérem epizody je Mark Cendrowski.

## Děj
Penny s klukama vyráží do obchodu s komiksy, kde chce koupit něco k narozeninám pro svého synovce. Majitel obchodu, Stuart (Kevin Sussman), ji pozve na rande, což ona přijímá. Zároveň to ale přiměje Leonarda žárlit. Aby na to nemusel myslet, poprosí Howarda s Rajem, abyho doprovodili do nějakého baru, kde by se rád seznámil s nějakou ženou. Ani on, ani Howard však úspěšní nejsou. Rande Penny a Stuarta probíhá dobře do chvíle, než se u jejího bytu potkají se Sheldonem. Stuart se s ním pouští do debaty o tom, kdo by měl nahradit Bruce Waynea jako Batmana. Během této debaty Penny usíná a rande tím končí.

## Obsazení
| Johnny Galecki    | Leonard Hofstadter |
| Jim Parsons       | Sheldon Cooper     |
| Kaley Cuoco       | Penny              |
| Simon Helberg     | Howard Wolowitz    |
| Kunal Nayyar      | Raj Koothrappali   |
| Kevin Sussman     | Stuart Bloom       |
| Ian Scott Rudolph | kapitán teplák     |
| Lori Anne Shields | dívka na baru      |